# Nirmala Joshi
Nirmala Joshi (23. srpnja 1934. – 23. lipnja 2015.), poznatija kao Sestra Nirmala, bila je katolička redovnica koji je naslijedila Majku Tereziju kao voditeljica njezinih misionarki ljubavi te proširila pokret u inozemstvu. Nakon što je postala poglavarica reda, 1997. godine, Nirmala je proširila doseg organizacije na 134 zemlje otvaranjem centara u zemljama poput Afganistana, Izraela i Tajlanda.

## Životopis
Rođena je kao Nirmala Joshi u brahmanskoj obitelji 1934. godine u Ranchiju u istočnom Biharu, dijelu Indije gdje su joj roditelji bili doselili iz Nepala. Sestra Nirmala je bila kći časnika Indijske vojske. Obrazovali su je kršćanski misionari u istočnom indijskom gradu Patna, ali je ostala hinduistkinja sve do 24. godine kada je doznala o djelovanju Majke Tereze te se preobratila na katoličanstvo.
Sestra Nirmala ima magisterij političkih znanosti s indijskog sveučilišta isto kao i obrazovanje za pravnika. Bila je jedna od prvih redovnica kojima je povjerena strana misija, i to u Panami. Kasnije je vodila misije u Europi i Washingtonu u SAD, prije nego što je odabrana da naslijedi Majku Terezu. Bila je smještena u indijsku Calcuttu, kao čelnica Kontemplativnog krila Reda, gdje redovnice posvećuju život meditaciji. 
Vlada Indije odlikovala ju je drugim najvišim civilnim odlikovanjem (Padma Vibhushan) zboga svojega doprinosa naciji. Njezin mandat kao poglavarice reda završio je 25. ožujka 2009. godine, a naslijedila ju je sestra Mary Prema Pierick. Umrla je 23. lipnja 2015. u Kalkuti od srčanih bolesti. 

## Vanjske poveznice
- Time: MOTHER TERESA: Filling the Big Sandals (engl.)